# Mälardalen

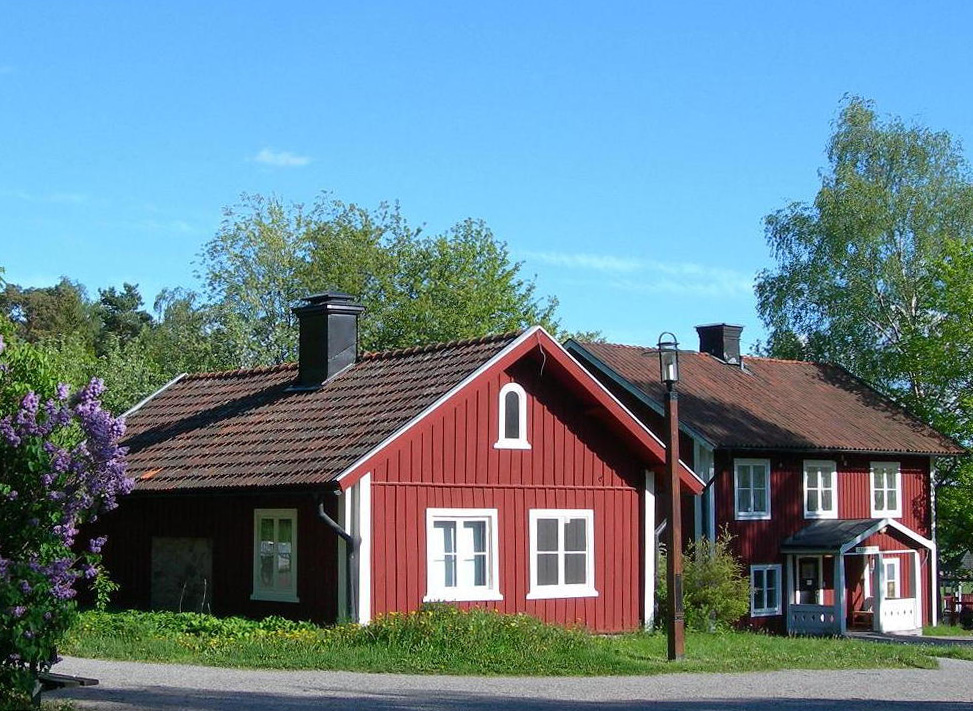
Die „typisch schwedischen“ roten Holzhäuser sind ein Kennzeichen des Mälartals.

Das Mälartal (Schwedisch Mälardalen) ist das Tal um den See Mälaren in Schweden. Der Begriff wird häufig benutzt, um diesen Teil Schwedens zu bezeichnen, es existiert aber keine offizielle Definition des Begriffes. Das Mälartal ist verhältnismäßig dicht besiedelt mit vielen der größten Städte Schwedens, darunter der Hauptstadt Stockholm, und enthält große Teile des historischen schwedischen Kernlandes Svealand.

## Definitionen

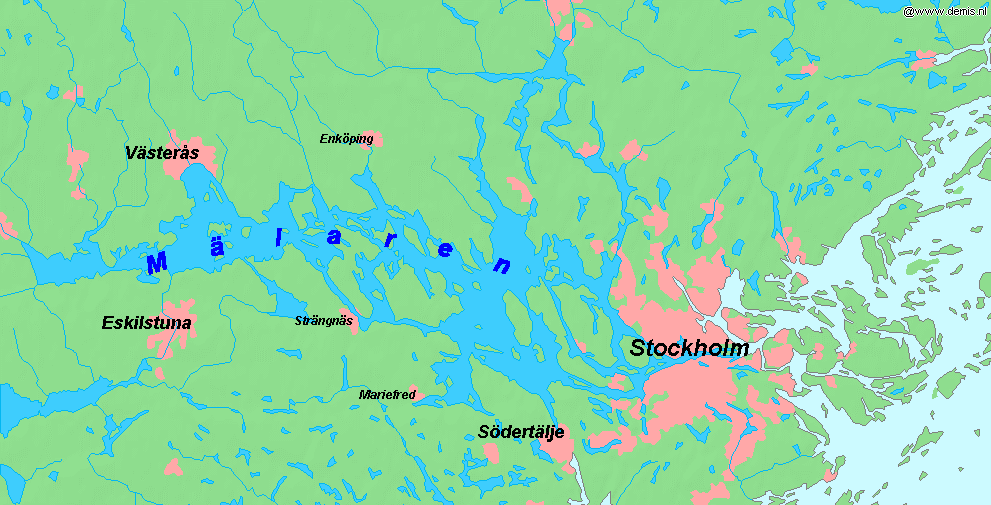
Mälaren

Gewöhnlich bezeichnet Mälardalen den Südwesten von Uppland, Süd-Västmanland und Nord-Södermanland. Groß-Stockholm wird meistens auch eingerechnet, manchmal sogar das Tal um Hjälmaren mit Närke.

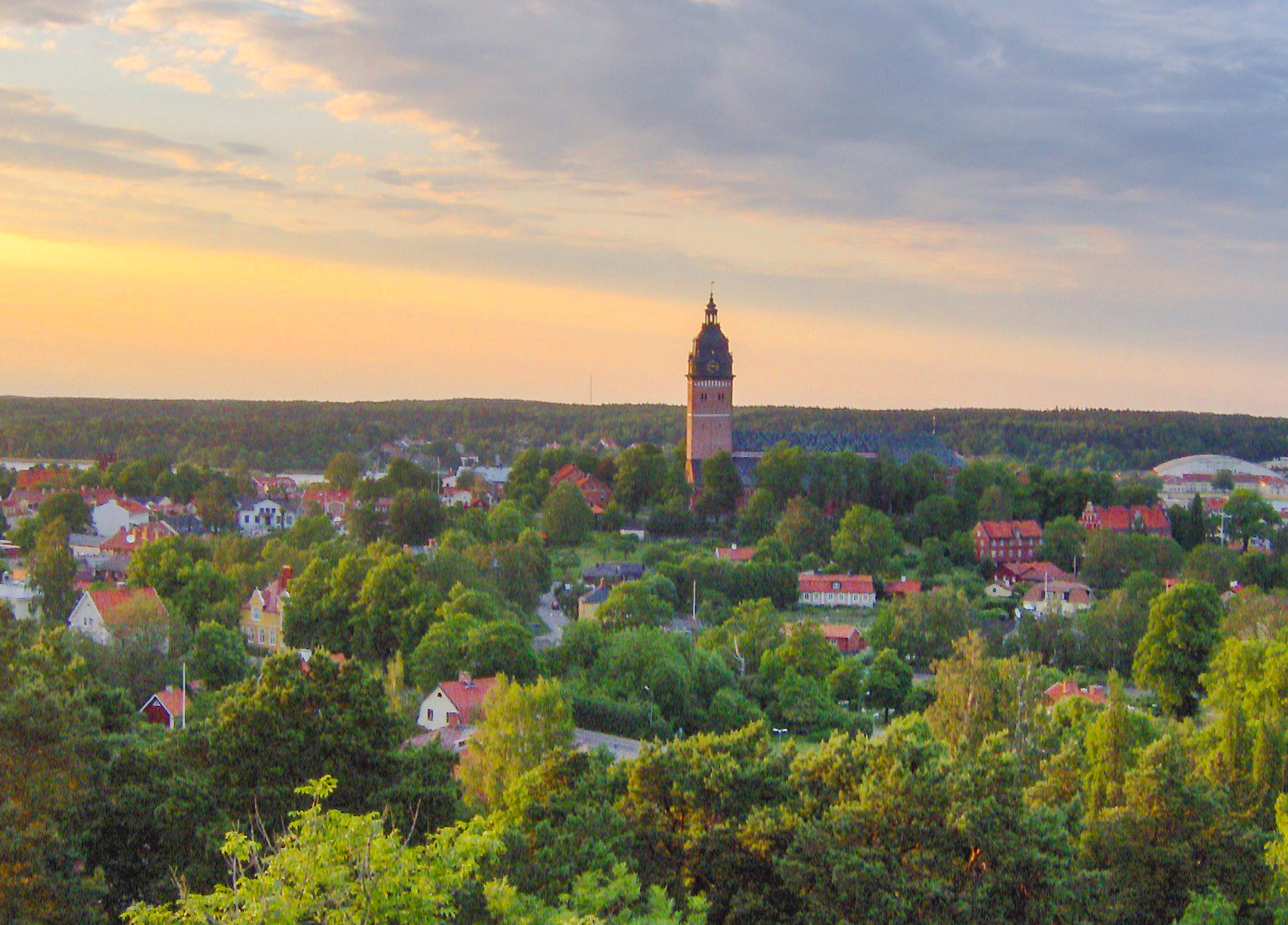
Aussicht über die Innenstadt von Strängnäs und den Dom zu Strängnäs

Die größten Städte des Mälartals sind Stockholm, Södertälje, Strängnäs, Eskilstuna, Arboga, Köping, Västerås und Enköping. Manchmal werden auch Uppsala und Örebro darunter eingerechnet.
Die Organisation Mälardalsrådet, eine politische Interessen- und Zusammenarbeitsorganisation der ostschwedischen Provinziallandtage und Gemeinden, hat als Mitglieder die Provinziallandtage von Örebro län, Södermanlands län,  Stockholms län, Uppsala län, Västmanlands län und insgesamt 56 Gemeinden.  In diesem Sinn ist das Mälartal vor allem als erweiterte Stockholmer Hauptstadtregion zu verstehen.

## Kennzeichen

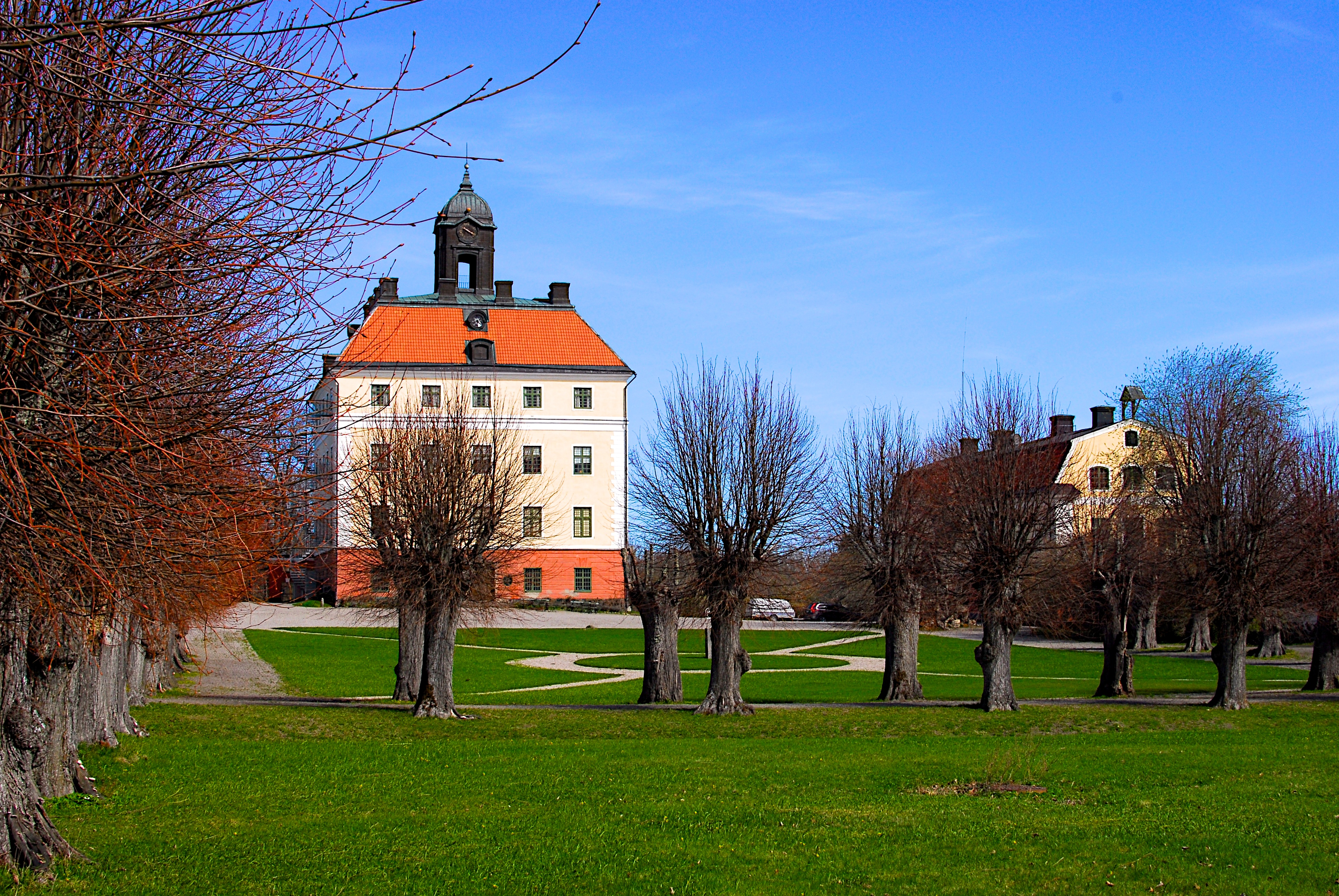
Schloss Ängsö in der Gemeinde Västerås

Viele typisch „schwedische“ Kennzeichen, wie rote Holzhäuser, sind in dieser Region besonders verbreitet. Diese Region wird auch historisch gekennzeichnet von den vielen Schlössern und Landgütern in der Nähe der Hauptstadt Stockholm.  Im deutschen Sprachraum ist das Mälartal als Kulisse für sowohl literarische, z. B. Schloß Gripsholm von Kurt Tucholsky, als dramatische, z. B. die Inga-Lindström-Melodramen, Werke bekannt.

## Dialekt
Der moderne Dialekt, der im Ostmälartal und in der Nähe von Stockholm gesprochen wird, wird oft in anderen Teilen Schwedens als eine Art „Hochschwedisch“ empfunden. Tatsächlich ist der Dialekt vom Westmälartal jedoch deutlich vom Stockholmer Dialekt unterscheidbar, aber die Dialekte der ganzen Region gehören zur Sveamål, den svealändischen Dialekten.